# Oxycoleus tristis
Oxycoleus tristis là một loài bọ cánh cứng trong họ Cerambycidae.